# Solmissus incisus
Solmissus incisus är en nässeldjursart som först beskrevs av Fewkes 1886.  Solmissus incisus ingår i släktet Solmissus och familjen Cuninidae. Inga underarter finns listade i Catalogue of Life.